# 桑訥 (西福爾郡)
桑訥（挪威語：Sande）是挪威西福爾郡的一個已撤销的市镇。
2020年1月1日桑訥并入霍爾默斯特蘭市镇，并隶属于新成立的西福尔-泰勒马克郡。